# جون بينغهام (منافس ألعاب قوى)
جون بينغهام (بالإنجليزية: John Bingham)‏ هو منافس ألعاب قوى أمريكي، ولد في 1948.